# 埃克斯常奇 (印第安納州)
埃克斯常奇（英語：Exchange）是位於美國印地安納州摩根縣的一個非建制地區。該地的面積和人口皆未知。